# Cień Endera
Cień Endera (tyt. oryg. Ender’s Shadow) – książka z gatunku science fiction, napisana przez Orsona Scotta Carda, pierwsza część Sagi Cienia, podcyklu w ramach Sagi Endera. Wydanie oryginalne ukazało się w 1999 (Tor Books, ISBN 0-312-86860-X), a polskie w 2000 (Prószyński i S-ka, ISBN 83-7255-670-9).
Jest, jak sam autor określił, pewnym eksperymentem, powieścią "paralelną". Nie jest to sequel do sagi o Enderze lecz wstęp do Sagi Cienia. Głównym bohaterem jest Groszek (w oryginale Bean), chłopiec który pojawia się jako jeden z uczniów szkoły bojowej w Grze Endera.